# Pauk mrkulj
Pauk mrkulj (Trachinus radiatus), pripada obitelji paukovki (Trachinidae). Pored pauka mrkulja u Jadranu žive još tri vrste iz obitelji paukovki, to su pauk žutac, bijelac i crnac. Mrkulj naraste u dužinu do 40 cm i dosegne težinu do 1,5 kg. Boje je žućkastosive do žućkastosmeđe. Na gornjem dijelu tijela ima crkaste mrlje koje su mjestimično prstenasto povezane. Tijelo mu je izduženo i u boku stisnuto. Oči su mu izbočene i smještene visoko na glavi. Donja čeljust mu je duža od gornje. Na škržnom poklopcu ima dugu bodlju okrenutu prema natrag. Ljuske na tijelu su koso nanizane. Otrov je smješten u bodlji škržnog poklopca i na bodljama prve leđne peraje. Otrov pauka djeluje na živčani i krvožilni sustav čovjeka. Nakon uboda najprije se javi jaka bol koja može trajati dosta dugo, čak i dvanaest sati. Nakon čega može uslijediti nesvjestica, povraćanje, lupanje srca i visoka temperatura, kao i drugi simptomi poremećaja u organizmu. Intenzitet tegoba će ovisiti o organizmu ubodene osobe i o veličini samog pauka. Nakon uboda pauka najbolje je brzo potražiti liječničku pomoć, no daleko od bilo kakve pomoći dovoljno je uroniti mjesto uboda u tekućinu temperature veće od 40 C° jer je otrov termolabilan. Smrtni slučajevi su rijetki ali su se događali. Mrkulj živi na kamenitim, šljunkovitim i koraljnim dnima i možemo ga naći na dubinama od 5 do 150 metara. U jesen i proljeće čest je na plićim predjelima uz obalu, dok je u najtoplijem i najhladnijem dijelu godine dublje.
Mrijesti se krajem jeseni i početkom zime. Vrlo je proždrljiv, a najčešće se hrani malim organizmima koji se kreću pri morskom dnu, kao što su sitne ribe, rakovi i mekušci. Ali zna napadati i ribe veće od sebe na koje nasrće sa svojim otrovnim bodljama. 
Sve vrste pauka su rasprostranjene po Mediteranu, istočnom Atlantiku a možemo ih naći i u Crnom i Sjevernom moru.